# Japan Open Tennis Championships 1980
Il Japan Open Tennis Championships 1980 è stato un torneo di tennis giocato sulla terra rossa. 
È stata la 8ª edizione del Japan Open Tennis Championships, che fa parte della categoria del Volvo Grand Prix 1980 e del WTA Tour 1980. Sia il torneo maschile che quello femminile si sono giocati a Tokyo in Giappone, dal 20 al 29 
ottobre 1980.

## Campioni

### Singolare maschile
Ivan Lendl ha battuto in finale  Eliot Teltscher con il punteggio di 3–6, 6–4, 6–0

### Singolare femminile
Mariana Simionescu ha battuto in finale  Nerida Gregory con il punteggio di 6–4, 6–4

### Doppio maschile
Ross Case /  Jaime Fillol hanno battuto in finale  Terry Moor /  Eliot Teltscher con il punteggio di 6–3, 3–6, 6–4

### Doppio femminile
Dana Gilbert /  Peanut Louie hanno battuto in finale  Nerida Gregory /  Marie Neumannová con il punteggio di 7–5, 7–6